# Hotel Splendide
Hotel Splendide es una película británica de 2000 de comedia oscura independiente, escrita y dirigida por Terence Gross y protagonizada por Toni Collette y Daniel Craig.
La película se reprodujo en varios festivales de cine británicos y europeos pero no fue publicada en EE.UU, a pesar de que se emita en las redes de cable en los canales que proveen a películas independientes.

## Argumento
El Hotel Splendide está en una fría y remota isla, accesible sólo una vez al mes por un transbordador. Es un oscuro y triste balneario creado por el difunto Dame Blanche, cuyos hijos ahora transforman el hotel de acuerdo a sus gustos, sirviendo platos horribles de algas y peces. Kath, llega cuando recibe una carta anónima diciéndole que la matriarca de la familia ha muerto.

## Reparto
- Daniel Craig - Ron Blanche
- Toni Collette - Kath
- Stephen Tompkinson - Desmond Blanche
- Hugh O'Conor - Stanley Smith
- Katrin Cartlidge - Cora Blanche
- Peter Vaughan - Morton Blanche
- Joerg Stadler - Siergiej Gorgonov
- Toby Jones - pomocnik kuchenny

## Premios
- 2000: Festival de Sitges: Mejor fotografía